# Castelnau-de-Mandailles
Castelnau-de-Mandailles è un comune francese di 553 abitanti situato nel dipartimento dell'Aveyron nella regione dell'Occitania.

## Società

### Evoluzione demografica
Abitanti censiti